# У средини
У средини (енгл. Stuck in the Middle) америчка је телевизијска серија коју је створила Алисон Браун за Disney Channel. Усредсређује се на Харли Дијаз (Џена Ортега), која живи у великој породици. Емитована је од 14. фебруара 2016. до 23. јула 2018. године.

## Радња
Смештена у Масачусетсу, у измишљеном граду Маршпорт, прати породицу Дијаз, посебно четвртдо од седморо деце по имену Харли. Она користи своју креативност како би се изборила са животом у великој породици.

## Улоге
| Глумац           | Улога        |
| ---------------- | ------------ |
| Џена Ортега      | Харли Дијаз  |
| Рони Хок         | Рејчел Дијаз |
| Ајзак Пресли     | Итан Дијаз   |
| Аријана Гринблат | Дафни Дијаз  |
| Кејла Мајсонет   | Џорџи Дијаз  |
| Николас Бектел   | Луи Дијаз    |
| Малачи Бартон    | Бист Дијаз   |
| Серина Винсент   | Сузи Дијаз   |
| Џо Нијевес       | Џо Дијаз     |

## Епизоде
| Сезона | Сезона | Епизоде | Епизоде | Оригинално емитовање | Оригинално емитовање |
| Сезона | Сезона | Епизоде | Епизоде | Премијера            | Финале               |
| ------ | ------ | ------- | ------- | -------------------- | -------------------- |
|        | 1.     | 17      | 17      | 14. фебруар 2016.    | 22. јул 2016.        |
|        | 2.     | 20      | 20      | 3. фебруар 2017.     | 27. октобар 2017.    |
|        | 3.     | 20      | 20      | 8. децембар 2017.    | 23. јул 2018.        |